# 350.
350. je šesto desetletje v 4. stoletju med letoma 350 in 359. 